# Dmitro Ivanovics Kuleba
Dmitro Ivanovics Kuleba (ukránul: Дмитро Іванович Кулеба; Szumi, 1981. április 19. –) ukrán politikus, diplomata, kommunikációs szakember, 2020 és 2024 között külügyminiszter, egyúttal az Ukrán NemzetBiztonsági és Védelmi Tanács (RNBOU) tagja.
Kuleba Ukrajna történetének egyik legfiatalabb vezető diplomatája. 2016 és 2019 között Ukrajna európai és euroatlanti integrációért felelős miniszterelnök-helyetteseként, valamint Ukrajna állandó képviselőjeként dolgozott az Európa Tanácsnál. 2016 és 2019 között Ukrajna állandó képviselője volt.

## Életrajz

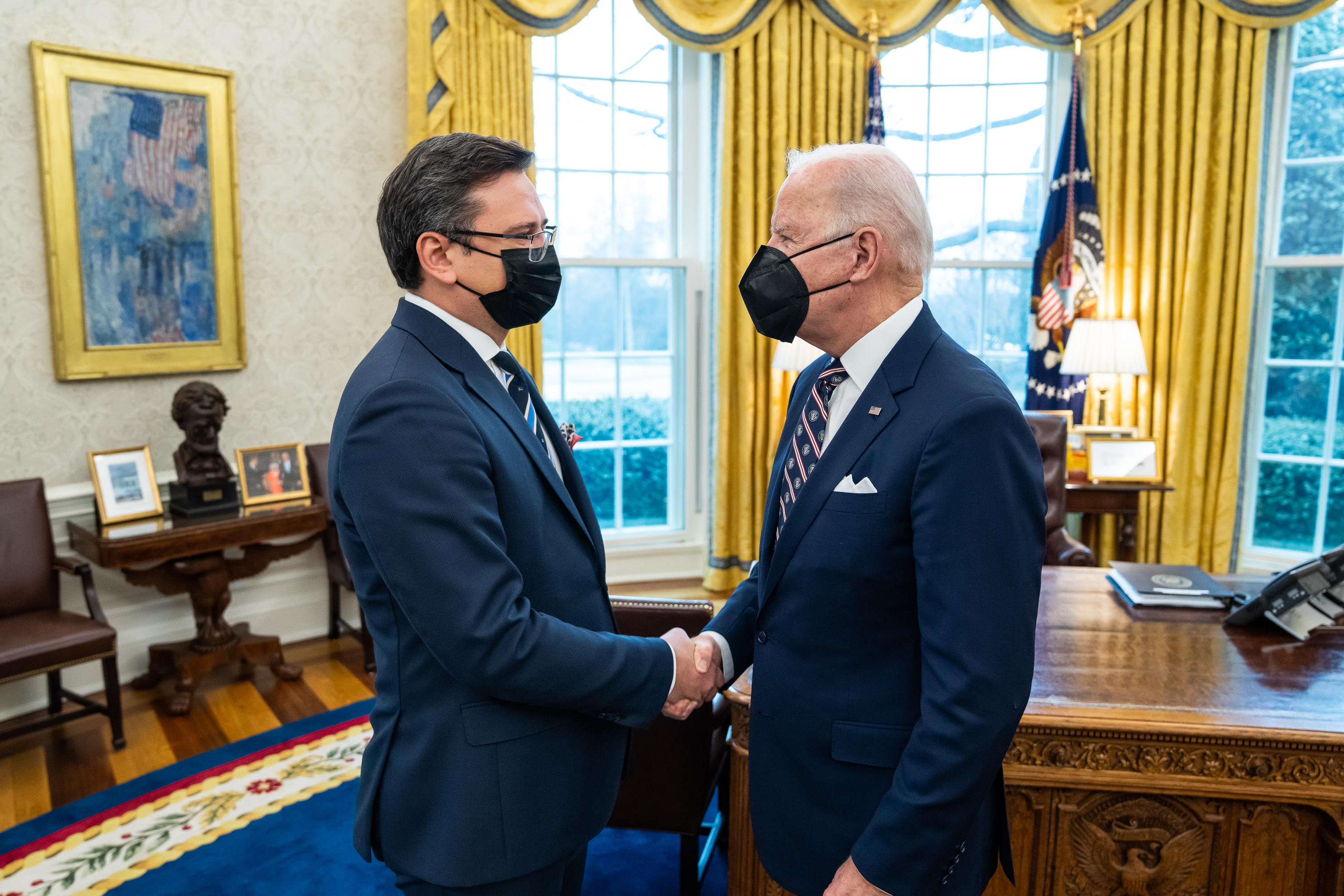
Kuleba köszönti Joe Biden amerikai elnököt, 2022. február 22.

Kuleba 1981. április 19-én született a kelet-ukrajnai Szumi városában, amely akkor a Szovjetunió része volt. Az ukrán Tarasz Sevcsenko Nemzeti Egyetem Nemzetközi Kapcsolatok Intézetében diplomázott 2003-ban, és a nemzetközi jogból a tudományok kandidátusa (PhD-vel egyenértékű) fokozatot szerzett.
Kuleba 2003 óta az ukrán diplomáciai szolgálatban és a Külügyminisztériumban dolgozik. 2013-ban Viktor Janukovics volt ukrán elnök kurzusával való egyet nem értésére hivatkozva felhagyott a közszolgálattal, és az UART Kulturális Diplomáciáért Alapítvány elnökeként tevékenykedett.
Aktívan részt vett a 2013-2014-es Euromajdan-tüntetéseken.
Az ukrajnai orosz invázió kezdeti szakaszának csúcspontján, 2014-ben Kuleba úgy döntött, hogy visszatér a Külügyminisztériumba mint meghatalmazott nagykövet a stratégiai kommunikáció elindítása érdekében. Ő vezette be a minisztérium munkájába a digitális diplomácia, a stratégiai kommunikáció, a kulturális diplomácia és a nyilvános diplomácia fogalmait.
2016-ban Kulebát Ukrajna állandó képviselőjévé nevezték ki az Európa Tanácshoz. 2019 augusztusától 2020 márciusáig az európai kapcsolatokkal kapcsolatos ügyekben miniszterelnök-helyettes volt. Külügyminiszterként 2020. március 4. óta töltötte be a külügyminiszteri tisztséget. 2024. szeptember 4-én lemondott külügyminiszteri tisztségéről.
Kuleba 2022. május 10-én azt mondta, hogy "az első hónapokban" a 2022-es ukrajnai orosz invázióban "a győzelem számunkra úgy nézett ki, mint az orosz erők visszavonulása a február 24. előtt elfoglalt pozícióikba és az okozott károk kifizetése. Most, ha elég erősek vagyunk a katonai fronton, és megnyerjük a Donbászért vívott csatát, ami döntő lesz a háború további dinamikája szempontjából, akkor természetesen a győzelem számunkra ebben a háborúban a többi területünk felszabadítása lesz", beleértve Donbászt és a Krímet is. Vlagyimir Putyin orosz elnököt "háborús bűnösnek" nevezte.

## Magánélet
Megírta a The War for Reality. How to Win in the World of Fakes, Truths and Communities (Háború a valóságért. Hogyan győzzünk a hamisítványok, igazságok és közösségek világában?) című bestsellert (2019) a modern kommunikációról, a médiaműveltségről és a dezinformáció elleni küzdelemről. Kulebát 2017 decemberében az Institute of World Policy a 2017-es év legjobb ukrán nagykövetének választotta.

### Családja
Anyja Jevhenyija Kuleba. Apja Ivan Kuleba karrierdiplomata, Ukrajna korábbi külügyminiszter-helyettese (2003–2004), valamint Ukrajna egyiptomi (1997–2000), csehországi (2004–2009), kazahsztáni (2008–2019), örményországi (2019–2021) nagykövete.
Kuleba házas és két gyermeke van: Jehor (született 2006-ban) és Ljubov (született 2011-ben).
Kuleba felesége, Jevhényija a 2020-as kijevi helyhatósági választásokon, 2020. október 25-én A Nép Szolgája párt listáján az 1. helyen szerepelt a Kijevi Városi Tanácsba. A Kijevi Városi Tanács képviselője, a tanács környezetvédelmi politikával foglalkozó állandó bizottságának titkára.

## Fordítás
- Ez a szócikk részben vagy egészben  a   Dmytro Kuleba című angol Wikipédia-szócikk ezen változatának fordításán alapul.  Az eredeti cikk szerkesztőit annak laptörténete sorolja fel. Ez a jelzés csupán a megfogalmazás eredetét és a szerzői jogokat jelzi, nem szolgál a cikkben szereplő információk forrásmegjelöléseként.